# Білорічанське
Білоріча́нське — село в Україні, у Приазовській селищній громади Мелітопольського району Запорізької області. Населення становить 91 особу.

## Географія
Село Білорічанське розташоване на правому березі річки Домузла, вище за течією на відстані у 1,5 км розташоване село Гамівка.

## Історія
Село засноване 1943 року. З 1935 року село перебувало у складі Приазовського району.
До 2017 року було у складі Приазовської селищної ради.
12 червня 2020 року, відповідно до розпорядження Кабінету Міністрів України № 713-р «Про визначення адміністративних центрів та затвердження територій територіальних громад Запорізької області», затверджено склад Приазовської селищної громади.
17 липня 2020 року, в результаті адміністративно-територіальної реформи та ліквідації Приазовського району, село увійшло до складу новоутвореного Мелітопольського району.